# In a Major Way
In a Major Way jest drugim studyjnym albumem amerykańskiego rapera E-40, wydanym 14 marca, 1995 roku w Jive Records i Sick Wid It. Krążek zawiera produkcje Funk Daddy, Kevin Gardner, Mike Mosley, Sam Bostic i Studio Ton. Uplasował się na 2. miejscu na Top R&B/Hip-Hop Albums i na 13. na Billboard 200.
Gościnnie na albumie występują B-Legit, 2Pac, Mac Shawn, Spice 1, Celly Cel i Mac Mall.

## Lista utworów
1. "Intro"
2. "Chip In Da Phone"
3. "Da Bumble"
4. "Sideways" (feat. B-Legit & Mac Shawn)
5. "Spittin'"
6. "Sprinkle Me" (feat. Suga-T)
7. "Outta Bounds"
8. "Dusted 'N' Disgusted" (feat. 2Pac, Spice 1 & Mac Mall)
9. "1 Luv" (feat. Levitti)
10. "Smoke 'N Drank"
11. "Day Ain’t No"
12. "Fed Ex" (feat. Suga-T)
13. "H.I. Double L." (feat. Celly Cel & B-Legit)
14. "Bootsee"
15. "It's All Bad" (feat. Lil E)
16. "Outro"

## Single
| Utwór         | Lista (1995)                           | Pozycja |
| ------------- | -------------------------------------- | ------- |
| "1-Luv"       | U.S. Billboard Hot 100                 | 71      |
| "1-Luv"       | U.S. Billboard Hot R&B/Hip-Hop Songs   | 51      |
| "1-Luv"       | U.S. Billboard Rap Songs               | 4       |
| "Sprinkle Me" | U.S. Billboard Hot 100                 | 44      |
| "Sprinkle Me" | U.S. Billboard Hot Dance Singles Sales | 14      |
| "Sprinkle Me" | U.S. Billboard Hot R&B/Hip-Hop Songs   | 24      |
| "Sprinkle Me" | U.S. Billboard Rap Songs               | 5       |
| "Sprinkle Me" | U.S. Billboard Rhythmic Airplay Chart  | 27      |